# 富山市立水橋東部小学校
富山市立水橋東部小学校（とやましりつ みずはしとうぶしょうがっこう）は富山県富山市にある公立小学校。

## 沿革
個別に出典が提示されていない箇所の出典→。
- 1873年3月 - 下砂子坂小学校として創立。寺院を学校に充てる。
- 1884年3月 - 伊勢領小学校と改称。
- 1888年4月 - 啓明尋常小学校、下砂子坂新簡易小学校両校を設置。
- 1890年4月 - 上桜木に移り、民家を借りて下条簡易小学校と改称。
- 1920年12月 - 校舎を新築落成。
- 1940年11月 - 水橋町新設により水橋町立下条尋常高等小学校に改称。
- 1941年4月 - 水橋東部国民学校と改称。
- 1947年4月 - 水橋東部小学校と改称。
- 1957年11月 - 旧体育館改築落成（119坪）。
- 1964年
  - 1月 - 本館落成（鉄筋コンクリート造）
  - 11月 - 給食室が完成し、完全給食を開始。
- 1966年5月 - 富山市立水橋東部小学校となる。
- 1976年5月 - 岩石園、観察池完成。
- 1977年6月 - 流水園完成。
- 1994年4月23日 - 現体育館完成[3]。

## 通学区域
水橋石政、水橋伊勢領、水橋開発町、水橋鏡田、水橋堅田、水橋上桜木、水橋上砂子坂、水橋狐塚、水橋小池、水橋恋塚、水橋高志園町、水橋五郎丸、水橋桜木、水橋下砂子坂、水橋下砂子坂新

## 進学先
- 富山市立水橋中学校

## 周辺
- 富山県道148号上市水橋線